# 白象姓
白象，是中國古代一個現已消失或極奇稀有的複姓中文姓氏。出自《欽定古今圖書集成》。

## 記錄
出自《欽定古今圖書集成》的《明倫彙編》的《氏族典》的《第630卷》的《凌迪知萬姓統譜》，和白狄姓、伯夫姓、白冥姓、白馬姓、白象姓、白鹿姓、白石姓、伯宗姓、不第姓、石弟姓、石牛姓、伯有姓共處一列。

### 風俗通
白象《風俗通》：「白象先生，古隱者。」

## 外部連結
- 臺灣尋根網（页面存档备份，存于）